# 영웅신화
《영웅신화》는 1997년 10월 15일부터 1998년 1월 22일까지 방영된 MBC 수목드라마이다. 유신 말기 직장에서 아버지를 배신한 원수나 다름없는 아버지 친구의 집에서 자란 김인우, 김태우, 김명우 삼형제가 펼치는 각각 다른 인생행로와 나름의 사랑방식이 드라마의 주요 내용이다.

## 등장 인물
- 이창훈 : 김인우
- 장동건 : 김태우
- 채시라 : 최하영
- 이민영 : 최하림
- 안광성 : 김명우
- 정혜영 : 강유리
- 박용우 : 민재
- 도지원 : 수연
- 홍일권 : 석범
- 남성진 : 남호진
- 윤현정 : 소영
- 한인수 : 김학천
- 남성훈 : 최윤필
- 김형자 : 주 여사
- 명계남 : 세중
- 김호영 : 한 의원
- 김청 : 오 회장
- 김정학 : 용수
- 연규진 : 인우 고모부
- 김을동 : 인우 고모
- 김용건 : 강 회장
- 이계인 : 도 부장
- 송금식 : 오성주
- 정한헌 : 강두식
- 조현숙 : 동희
- 김세준 : 진욱
- 손종범
- 최재호
- 김각중
- 박미영
- 황진영
- 최영재
- 이의일
- 이정화
- 김흥수
- 노정임
- 서혜운
- 최영남
- 이미숙
- 오정석
- 김은영
- 순동운
- 이재포
- 정선일
- 이정훈
- 정명환
- 고주희
- 곽정욱
- 박지미
- 구성진
- 박종설
- 서유정
- 구혜진
- 유서진
- 강성연
- 김정은
- 김승현
- 윤예리
- 김윤중
- 주용만
- 최범호
- 손민우
- 김세아
- 최세환
- 김옥주
- 김승수
- 김일웅
- 권인선
- 박형선
- 손소영
- 최범호

## 결방
- 1997년 11월 12일 : <대통령후보 초청 토론회> 편성으로 결방
- 1997년 11월 13일 : <대통령후보 초청 토론회> 편성으로 결방
- 1997년 12월 3일 : 창사특집 2부작 드라마 <하얀 새> 편성으로 결방 (다음 날 13~14회 연속 방영)
- 1997년 12월 18일 : 선택 <97 MBC 뉴스특보> '제15대 대통령 선거 개표방송' 편성으로 결방
- 1997년 12월 24일 : 성탄특선영화 <나 홀로 집에> 편성으로 결방
- 1997년 12월 25일 : 성탄특선영화 <나 홀로 집에 2> 편성으로 결방
- 1997년 12월 31일 : <97 한국가요대제전> 1~3부 편성으로 결방
- 1998년 1월 1일 : 신년특선영화 <롱키스 굿나잇> 편성으로 결방

## 참고 사항
- 극중 김인우 역으로 나온 이창훈은 KBS 미니시리즈 출연 계약이 남아 있었으나 KBS에서 양해를 해 줬으며[1] 이창훈은 <영웅신화>를 통해 <전쟁과 사랑> 이후 오랜만에 MBC 복귀를 했다.
- 이민영이 분한 최하림 역은 당초 고소영, 황수정, 윤손하 등이 물망에 올랐으나[2] 각각 영화 스케줄(고소영), SBS 드라마 <화이트 크리스마스> 출연(황수정), SBS '타임캡슐 대작전' MC 등의 스케줄(윤손하)로 인해 고사하는 바람에 이민영이 대타로 들어갔고 이 과정에서 당시 신인급이었던 안광성이 김명우 역으로 낙점됐다. 해당 작품에 캐스팅되면서 이민영은 KBS 2TV <열애> 캐스팅 제의를 받았으나[3] 고사했고 당시 이민영에게 제의가 왔던 역할은 성현아가 맡았다.
- 깡패들의 폭력활극을 소재로 삼아 비난을 받았다.[4] 또한, 초호화 배경에 과다한 폭력 장면과 선정성이 문제점으로 지적되었다.[5]
- 방영 초반에는 동시간대 경쟁작이자 최수종이 주연으로 나온 KBS 2TV <그대 나를 부를 때>에 밀려 고전을 면치 못했고 급기야 1998년 1월 14일부터 수,목-토,일 오후 9시 50분에 SBS에서 모래시계가 재방송되면서 시청률이 더 하락하였다.
- 당초 50부작으로 기획되었으나 23부작으로 조기종영되었다.